# Cala Mayor
Cala Mayor (en catalán Cala Major) es un barrio de la ciudad de Palma de Mallorca, en Baleares, España.
Está situado al oeste del puerto, entre Portopí y el municipio de Calviá, en el Distrito Poniente. Su nombre proviene de la playa homónima situada al sur del barrio. En los últimos años se han construido alrededor de cincuenta hoteles y numerosos apartamentos. Su población (2007) se compone de lo siguiente: españoles, 3.030; Unión Europea, 1.324; otros países, 1.279.

## Límites
Cala Mayor limita con los siguientes barrios:
- San Agustín
- La Bonanova
- El Terreno
- Génova

## Transporte
En autobús queda conectado mediante las siguientes líneas de la EMT: 
| Línea | Trayecto                        | Recorrido | Frecuencia   |
| ----- | ------------------------------- | --------- | ------------ |
| 4     | Ses Illetes - Nou Llevant       | Recorrido | 5-10 minutos |
| 47    | Génova - La Bonanova - Sindicat | Recorrido | 7-15 minutos |